# Église Saint-Pierre de Saint-Pierre-de-Bat
Pour les articles homonymes, voir Église Saint-Pierre-ès-Liens et Église Saint-Pierre.
L'église Saint-Pierre-ès-Liens est une église catholique située dans la commune de Saint-Pierre-de-Bat, dans le département de la Gironde, en France.

## Localisation
L'église se trouve au cœur du bourg, le long de la route départementale D19 qui mène vers le sud à Saint-Germain-de-Grave.

## Historique[2]
Au XIIe siècle, l'église, de style roman, comportait une nef unique qui se terminait par une abside en cul-de-four. L'abside possède une corniche supportée par des modillons figurés, décrits en détail ci-dessous. Seuls le chœur et l'abside ont été voûtés, la nef était lambrissée.
La façade occidentale a des bases romanes, mais le portail est gothique, datant du XIIIe siècle. Il est ogival et constitué de trois ressauts.
Après la guerre de Cent Ans, l'église est agrandie par l’adjonction d'un bas-côté au nord et une chapelle au sud de la dernière travée de la nef.
Au moment des Guerres de Religion (1562-1598), l'église est fortifiée : un pan de mur en exhaussement au-dessus de la corniche avec des meurtrières en croix et une terrasse à mâchicoulis sur la façade ouest.
L'édifice comprend une fenêtre à meneaux du XVIe siècle et une chaire en pierre du XVIIIe. Dans le chœur, se trouvent des restes d'un décor peint du XVIIIe siècle.
L'église est inscrite en totalité au titre des monuments historiques par arrêté du 5 avril 2001 après l'avoir été partiellement, en 1925, pour son abside et son chœur.

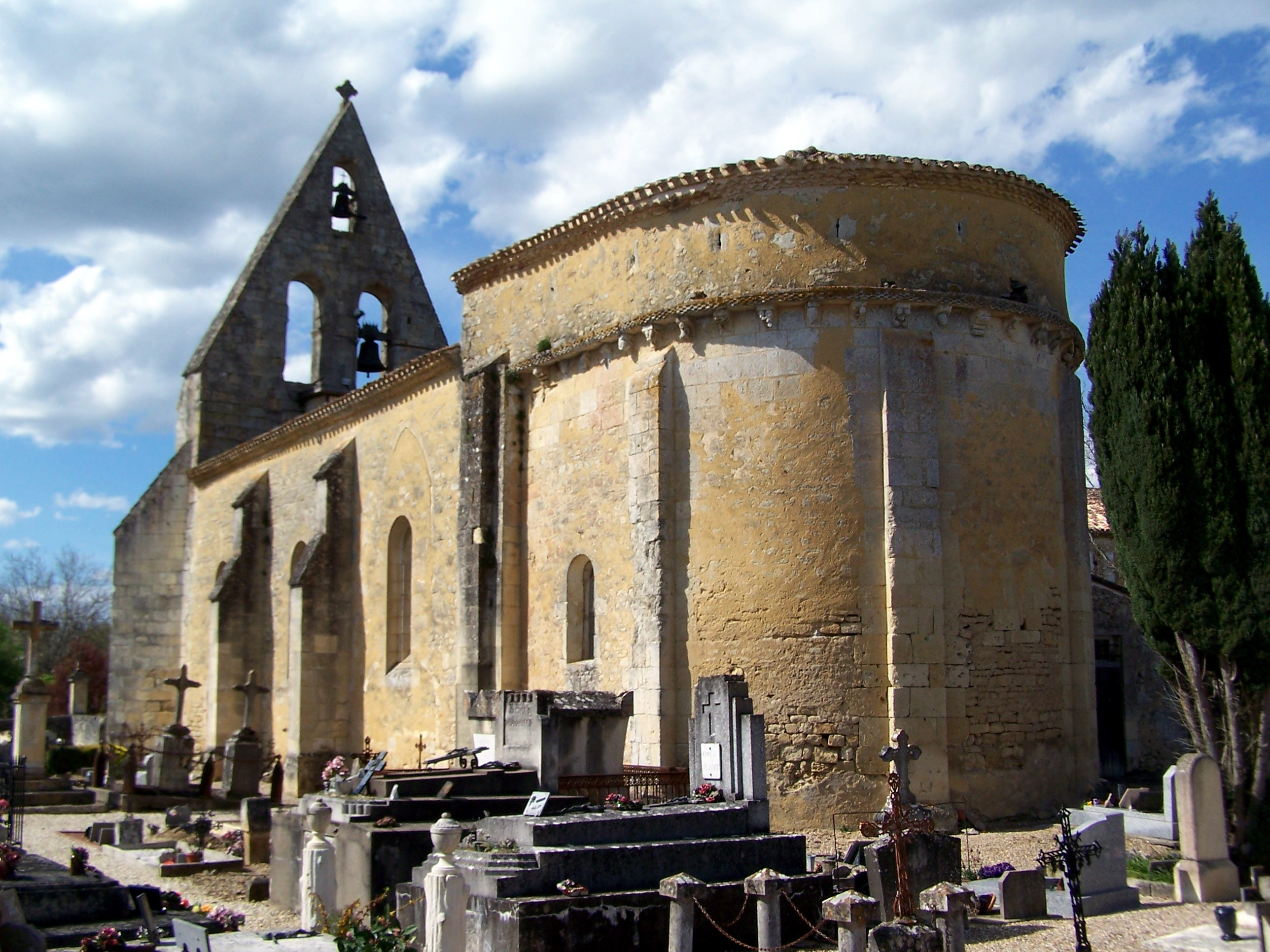
Vue sud-est et chevet (avr. 2013)
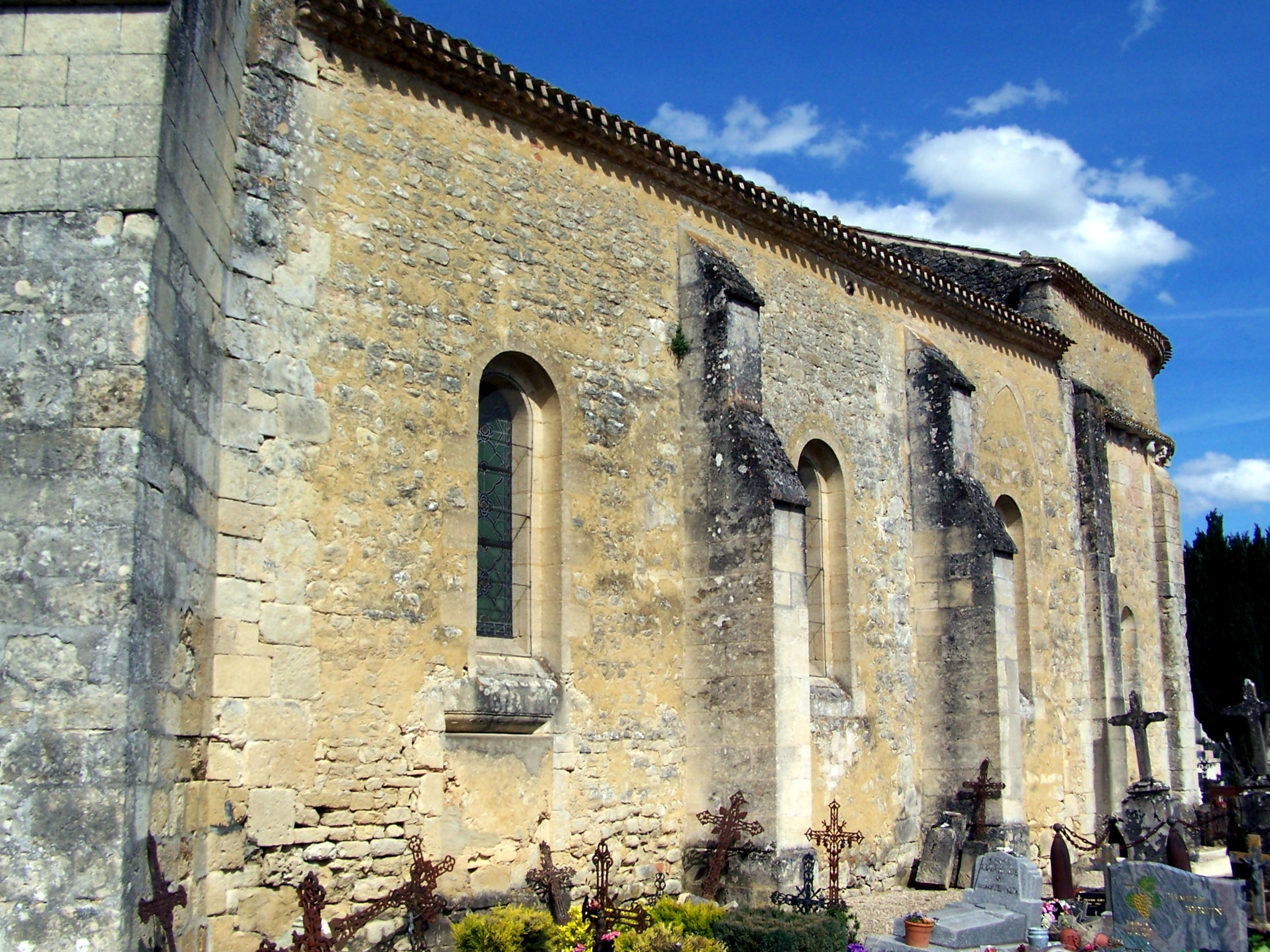
Vue sud-ouest (avr. 2013)
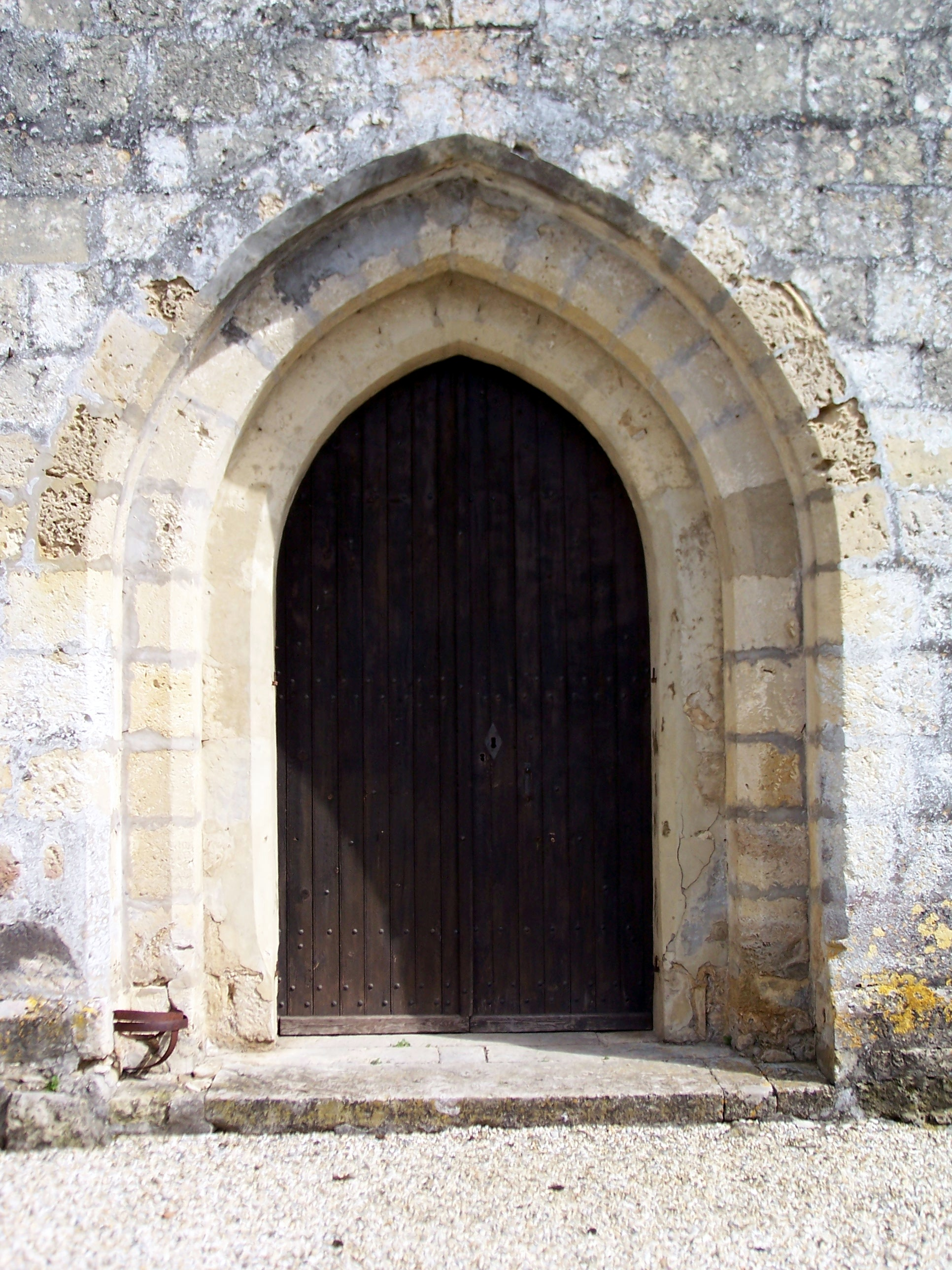
Le portail (avr. 2013)
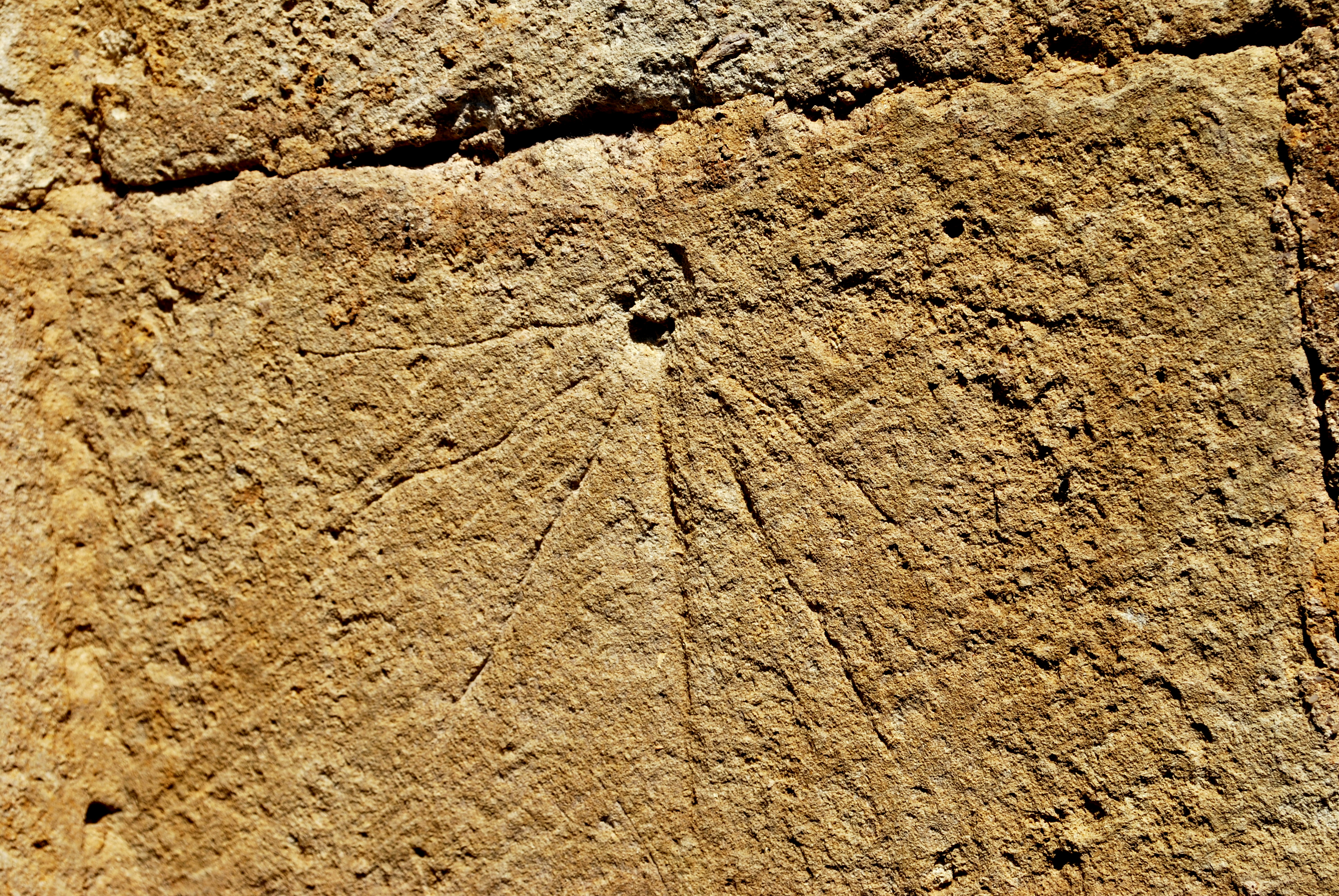
Cadran canonial

## Iconographie romane[3],[4]

### L'intérieur
À l'intérieur de l'église, l'imagerie romane se réduit à deux chapiteaux de l'arc du chœur et deux chapiteaux historiés de l'arc triomphal.
Les corbeilles des chapiteaux de l'arc du chœur ont une végétation stylisée à feuilles retournées ou épanouies et des boules.
La corbeille du chapiteau nord de l'arc triomphal est ravagée par l'érosion, mais les grandes lignes de la sculpture peuvent être distinguées. La corbeille s'organise de manière symétrique autour d'une structure à grandes volutes et piliers centraux. Au milieu de la face principale, sont réunis les têtes de deux basilics et deux serpents. Leurs corps sont déployés sur les faces latérales et terminés par une queue spiralée.
Le chapiteau sud est en bon état. Il est pourvu d'un grand tailloir décoré avec des suites de volutes affrontées à ligatures et palmettes entrelacées. La corbeille est sculptée sur trois faces. Sur la face principale, un petit homme moustachu est accroupi, qui regarde droit devant lui. Son corps est attaqué par deux sortes de grands dogues, à poil long et portant des colliers à clous. L'un tient l'homme par les fesses, l'autre tient ses cheveux. L'homme tente de se raccrocher à la moulure de la colonne et à la patte d'un dogue. Les corps des animaux, avec des queues sexuées, couvrent les faces latérales de la corbeille.

### L'extérieur
À l'extérieur de l'église, l'imagerie romane est représentée par une trentaine de modillons sous la corniche du chevet. Quatre des modillons sont aujourd'hui illisibles. En partant du côté nord du chevet les modillons figurés sont :

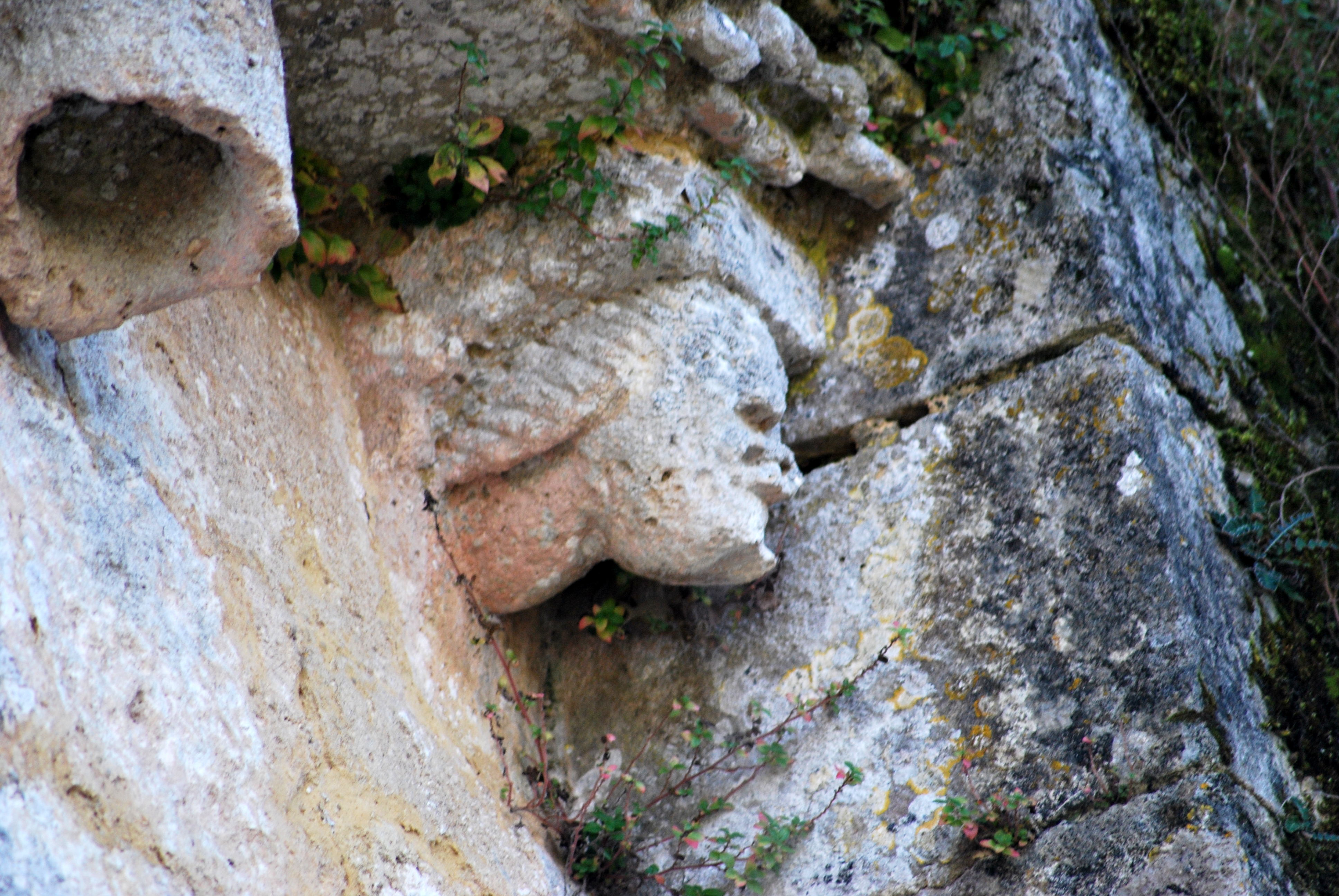
Tête d'homme
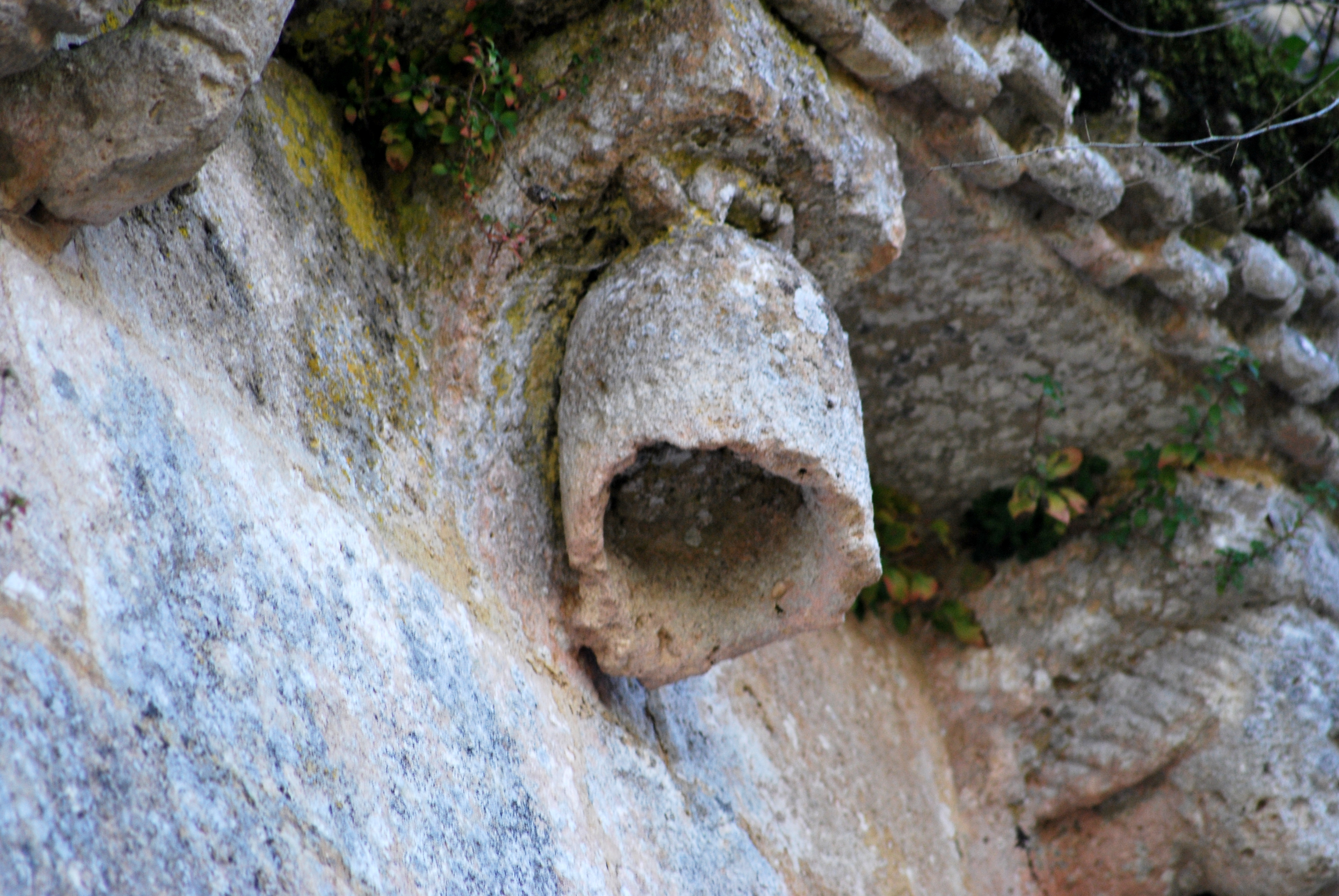
Cloche
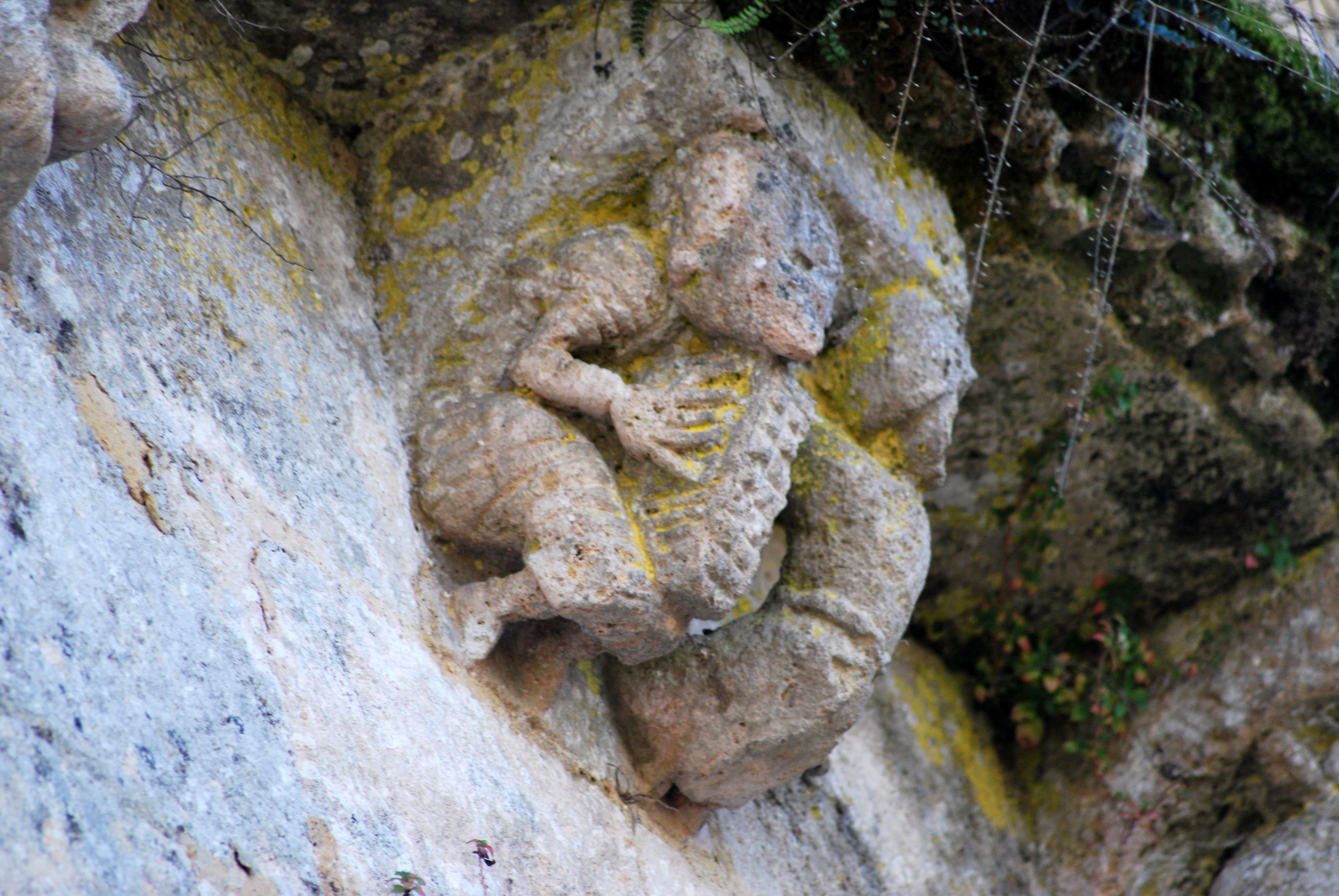
Joueur de psaltérion
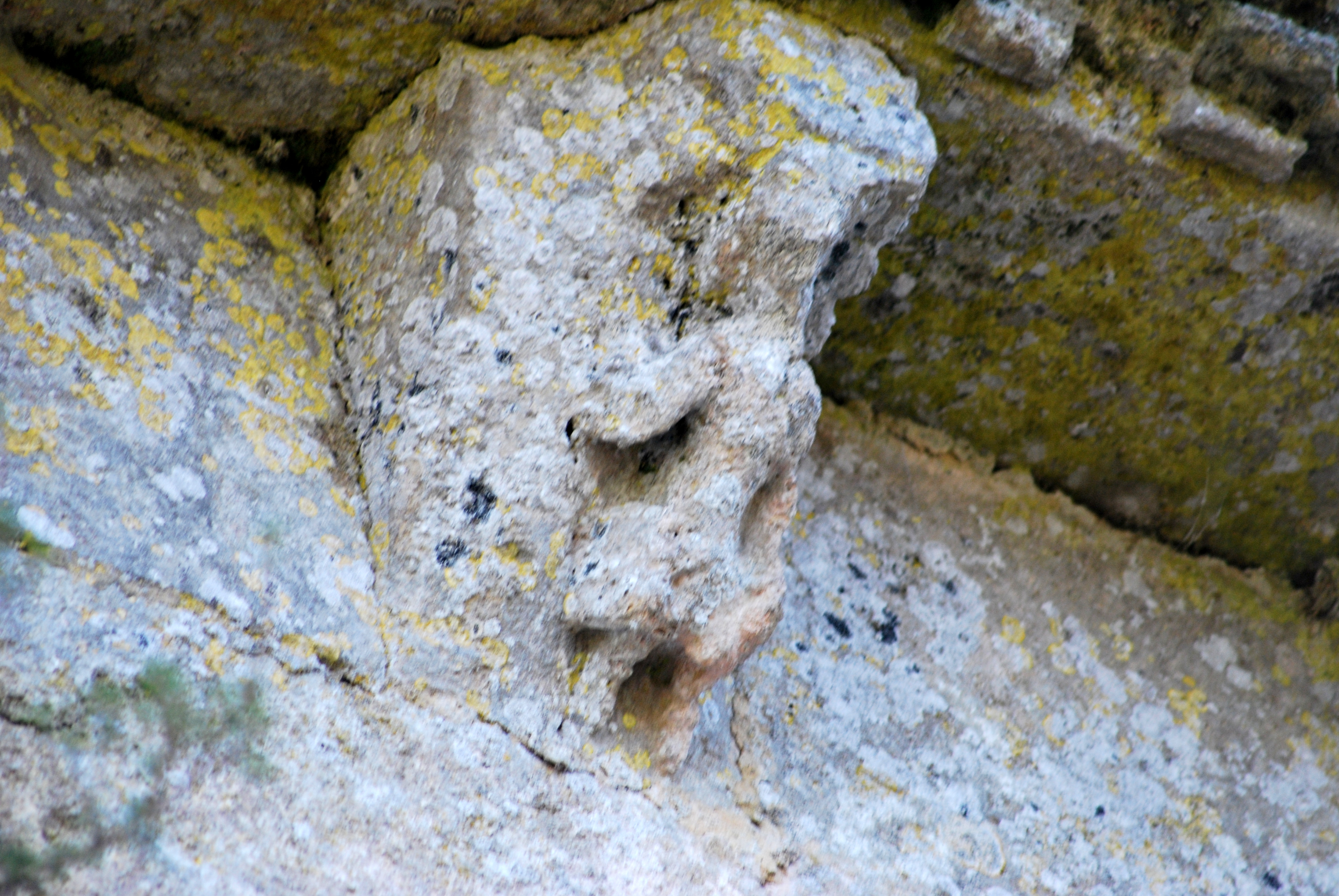
Homme
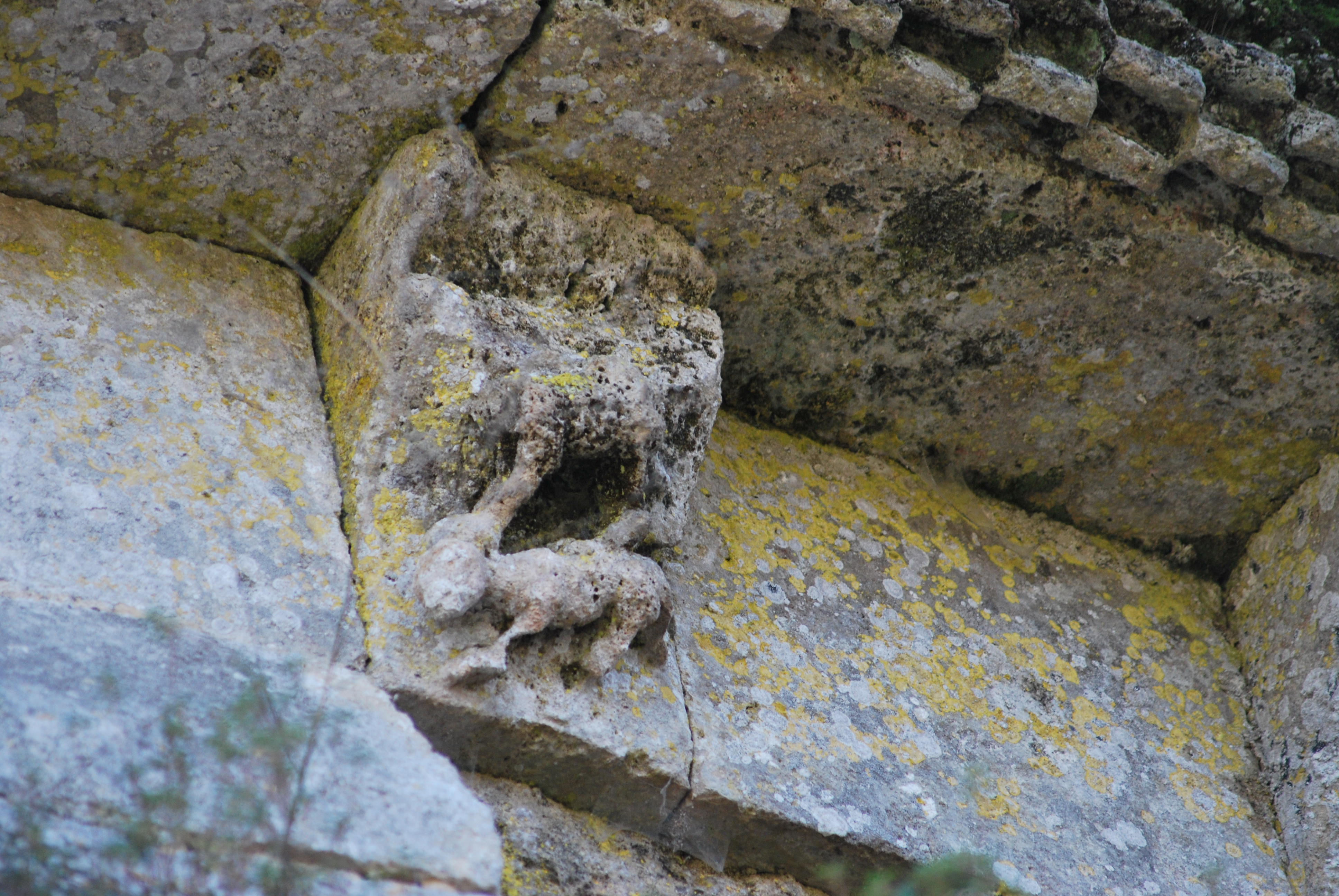
Animal
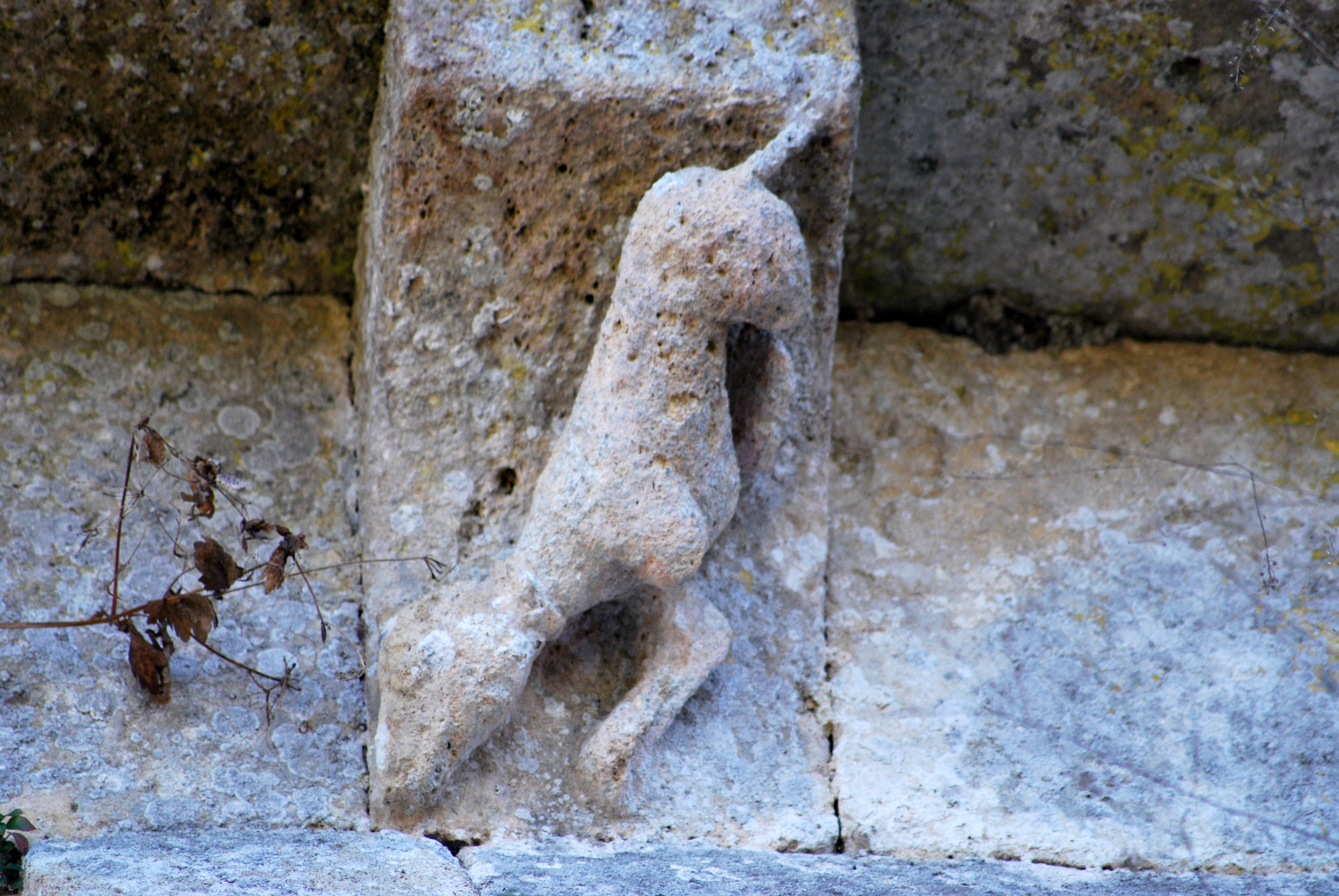
Chien de chasse
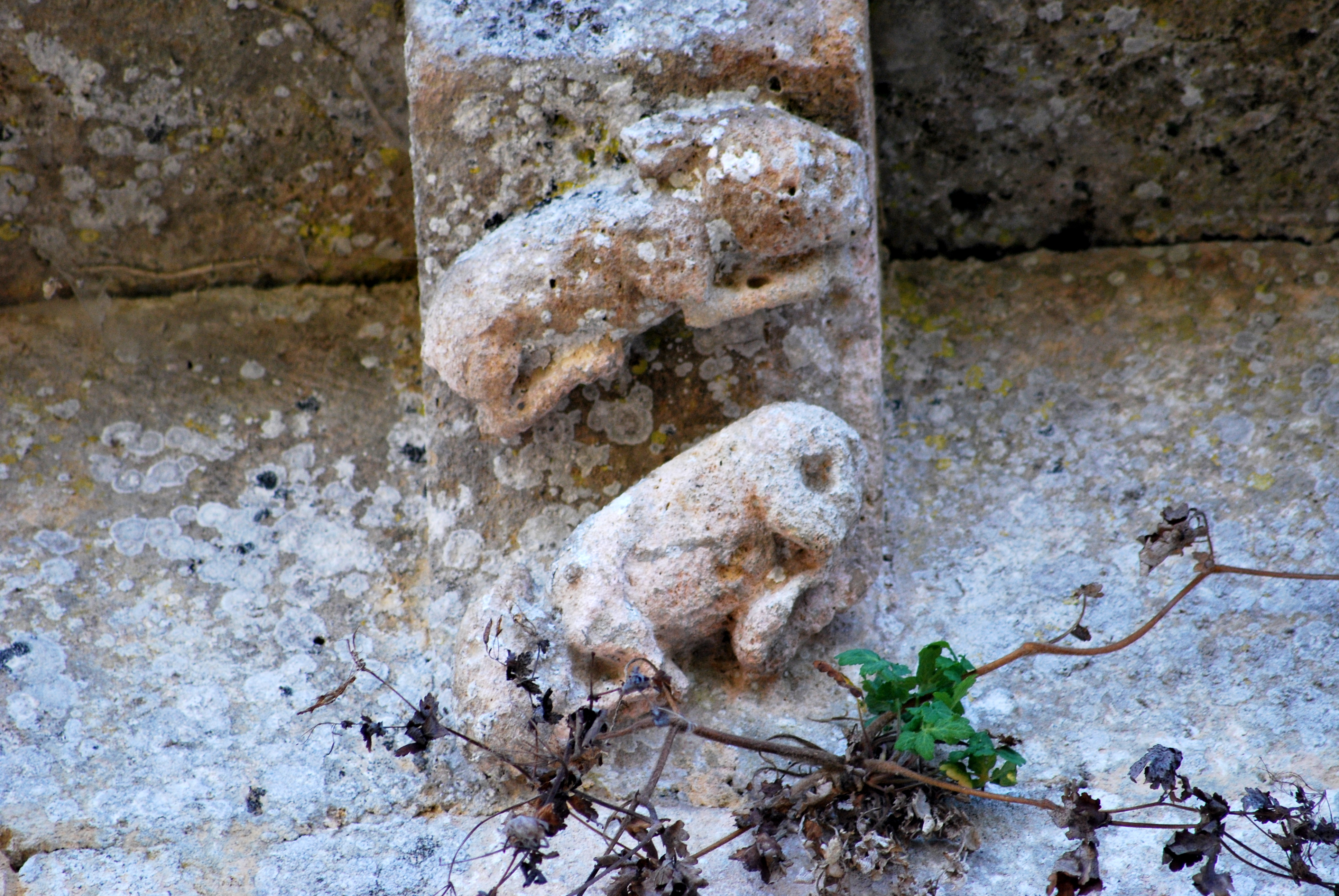
Deux lapins
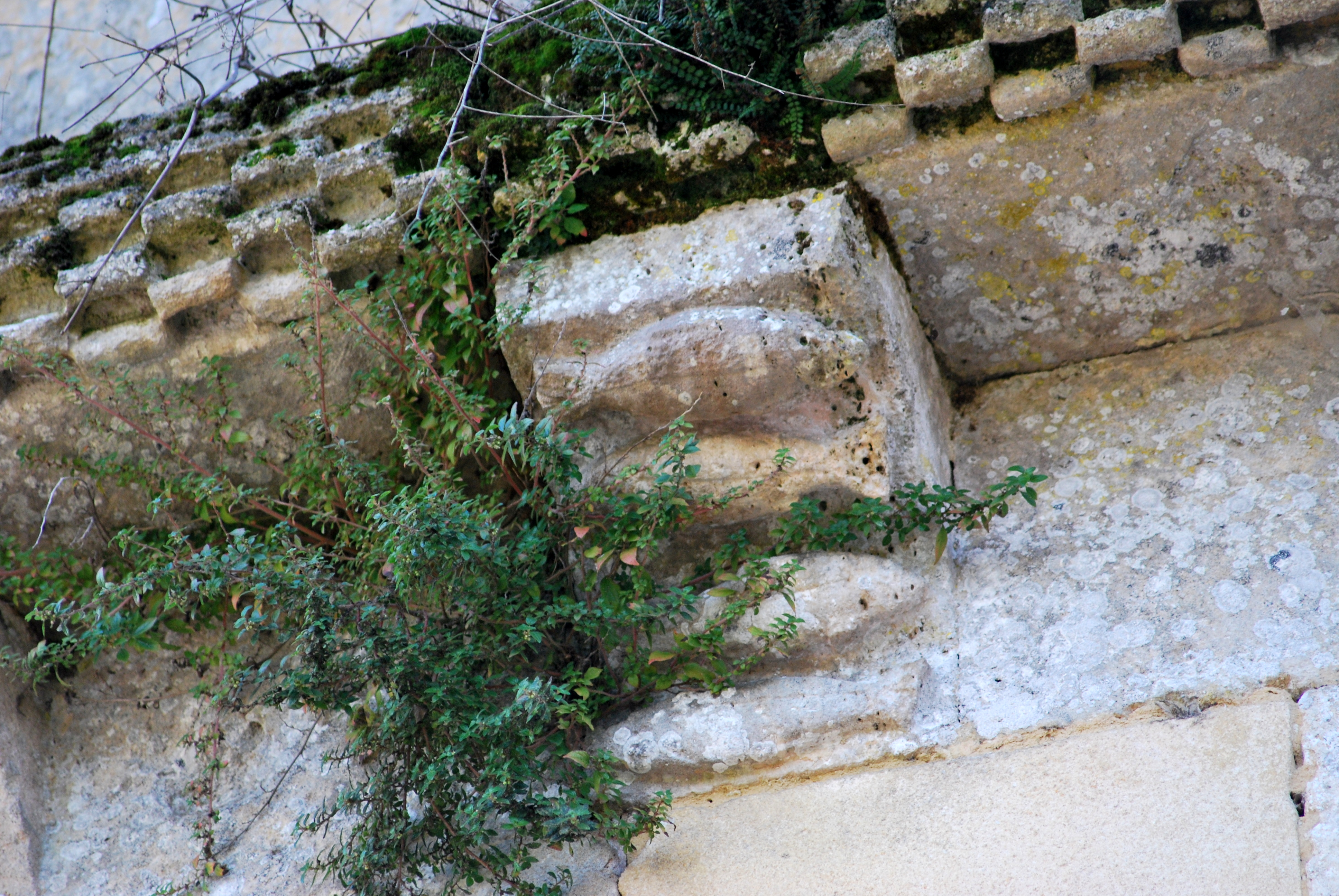
Quatre poissons
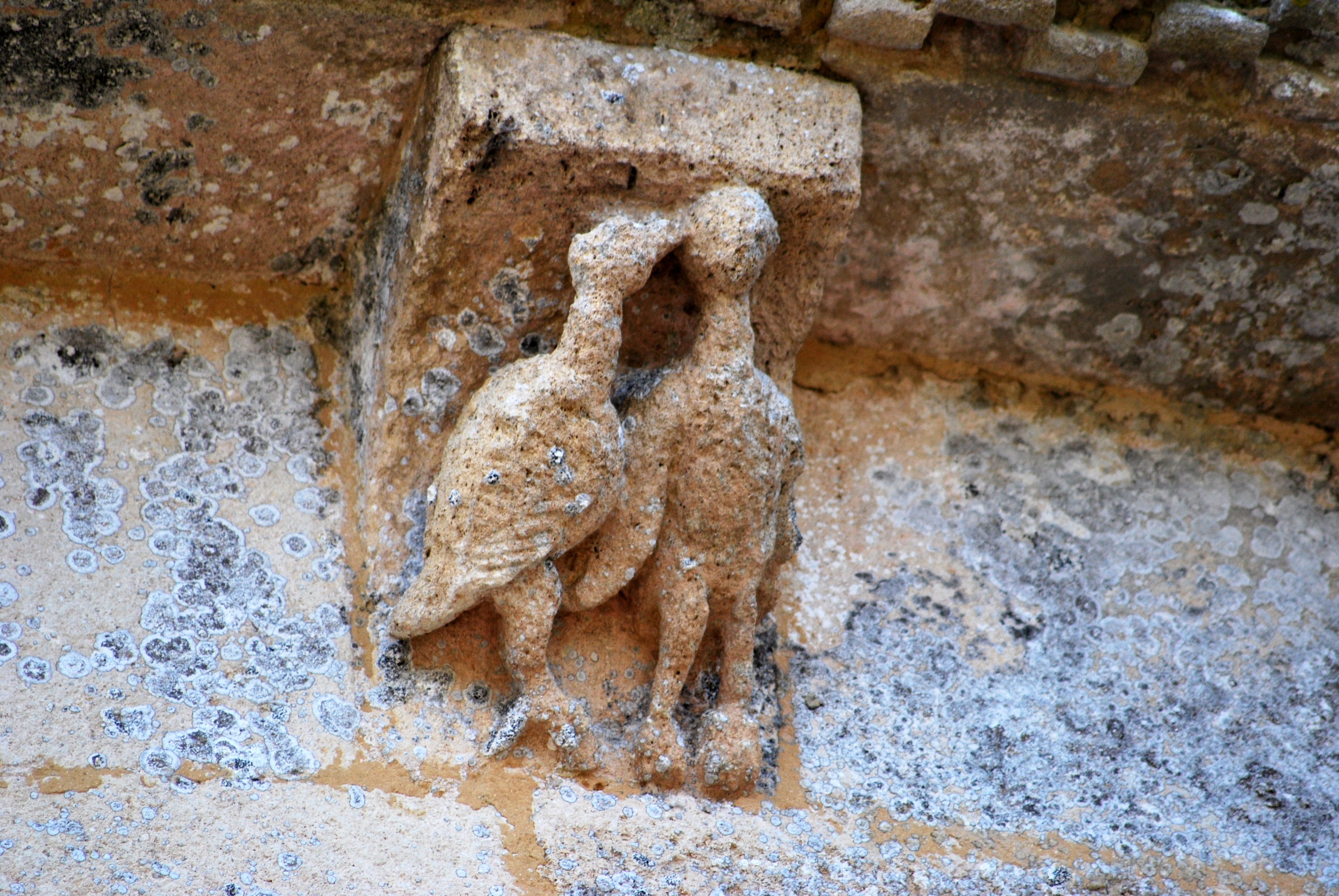
Oiseaux sirènes
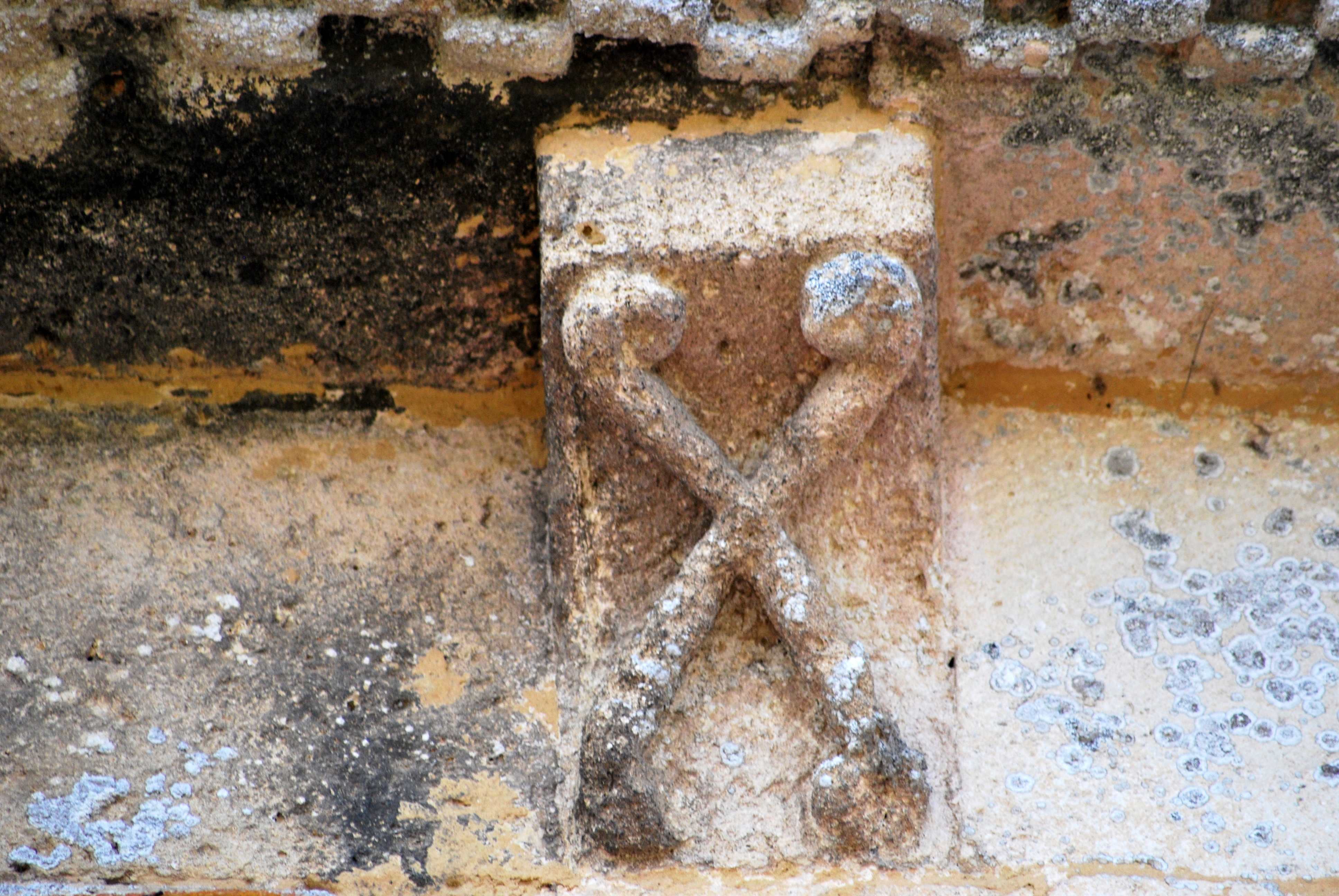
Deux tiges en X
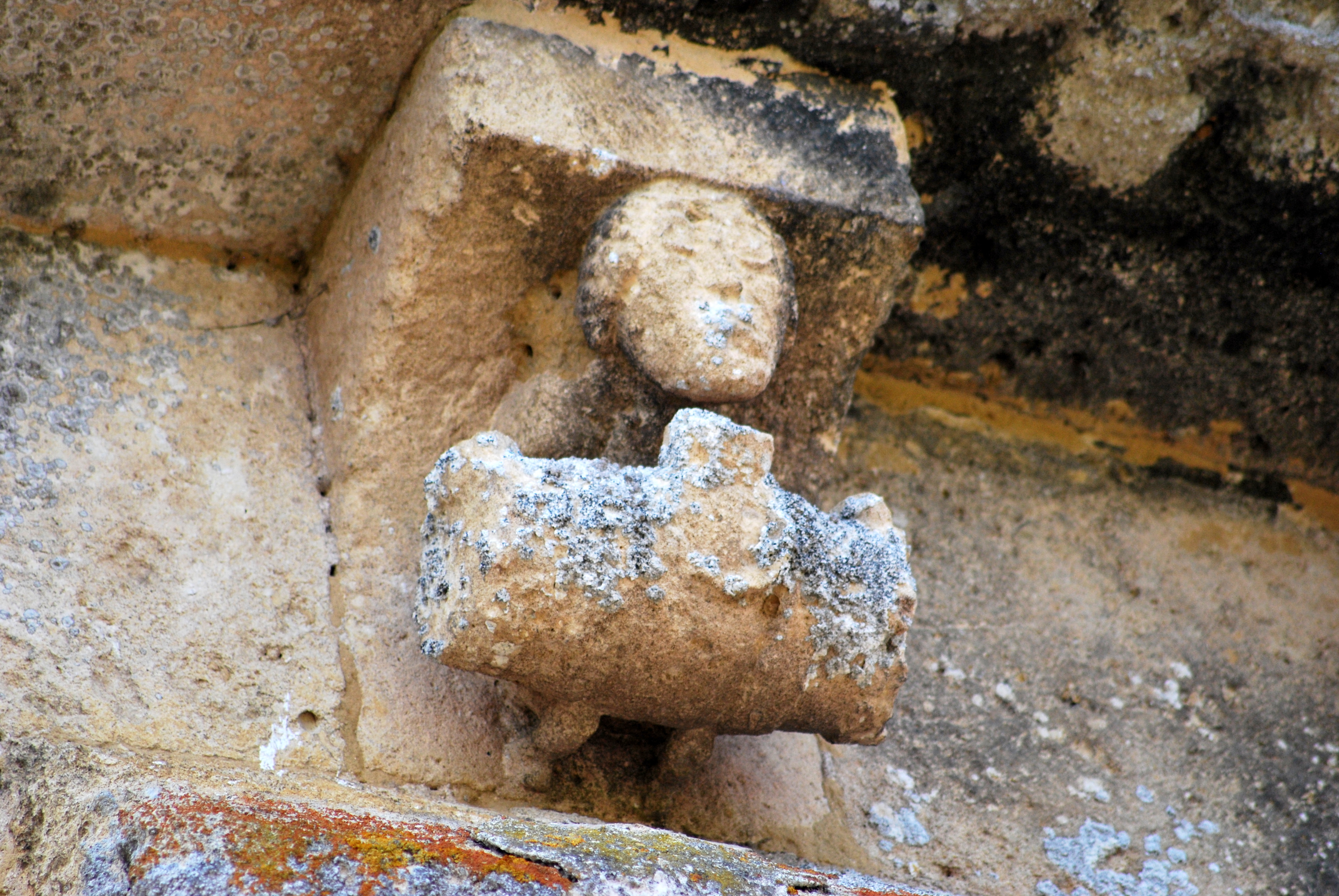
Joueur de dolio
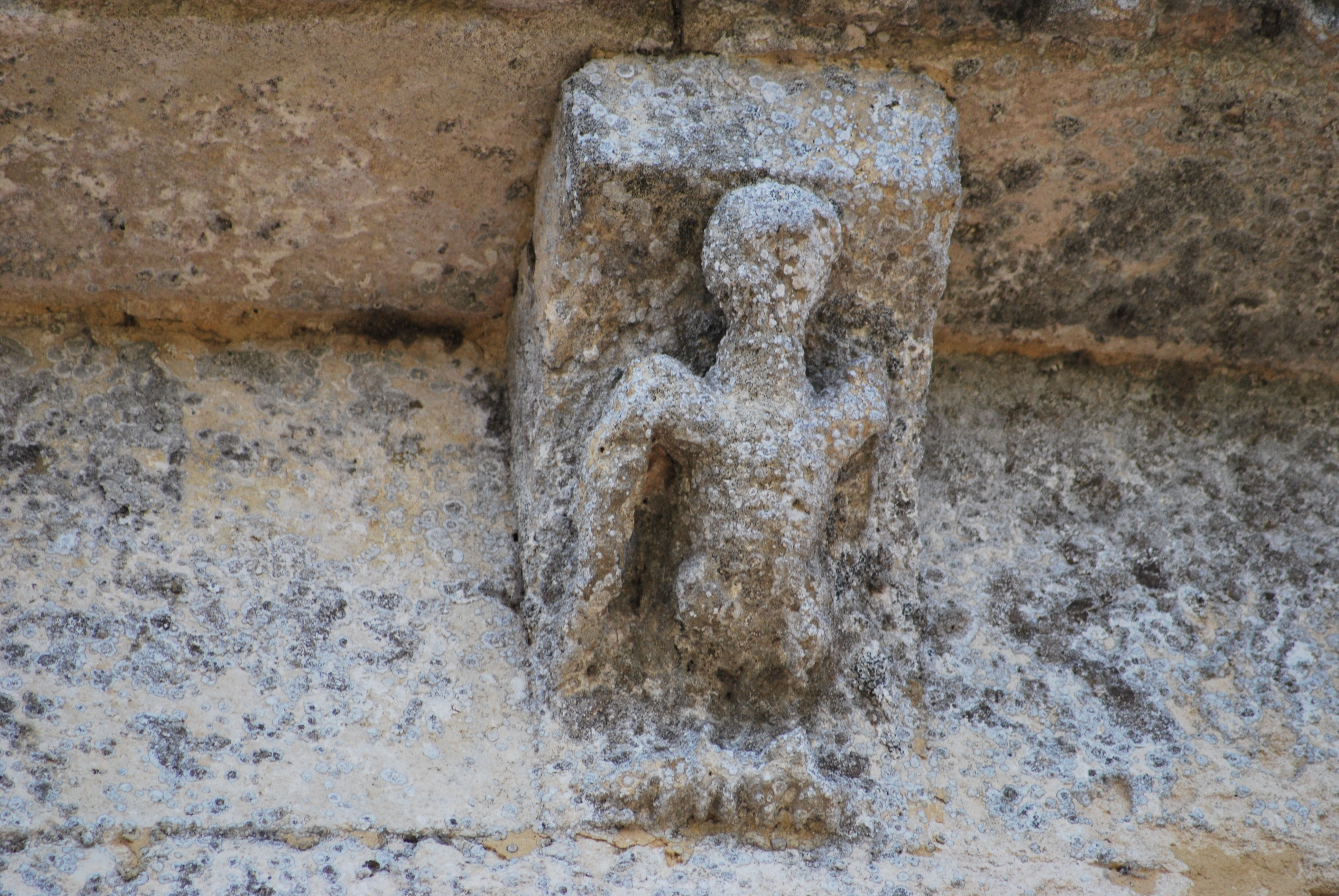
Oiseau griffu
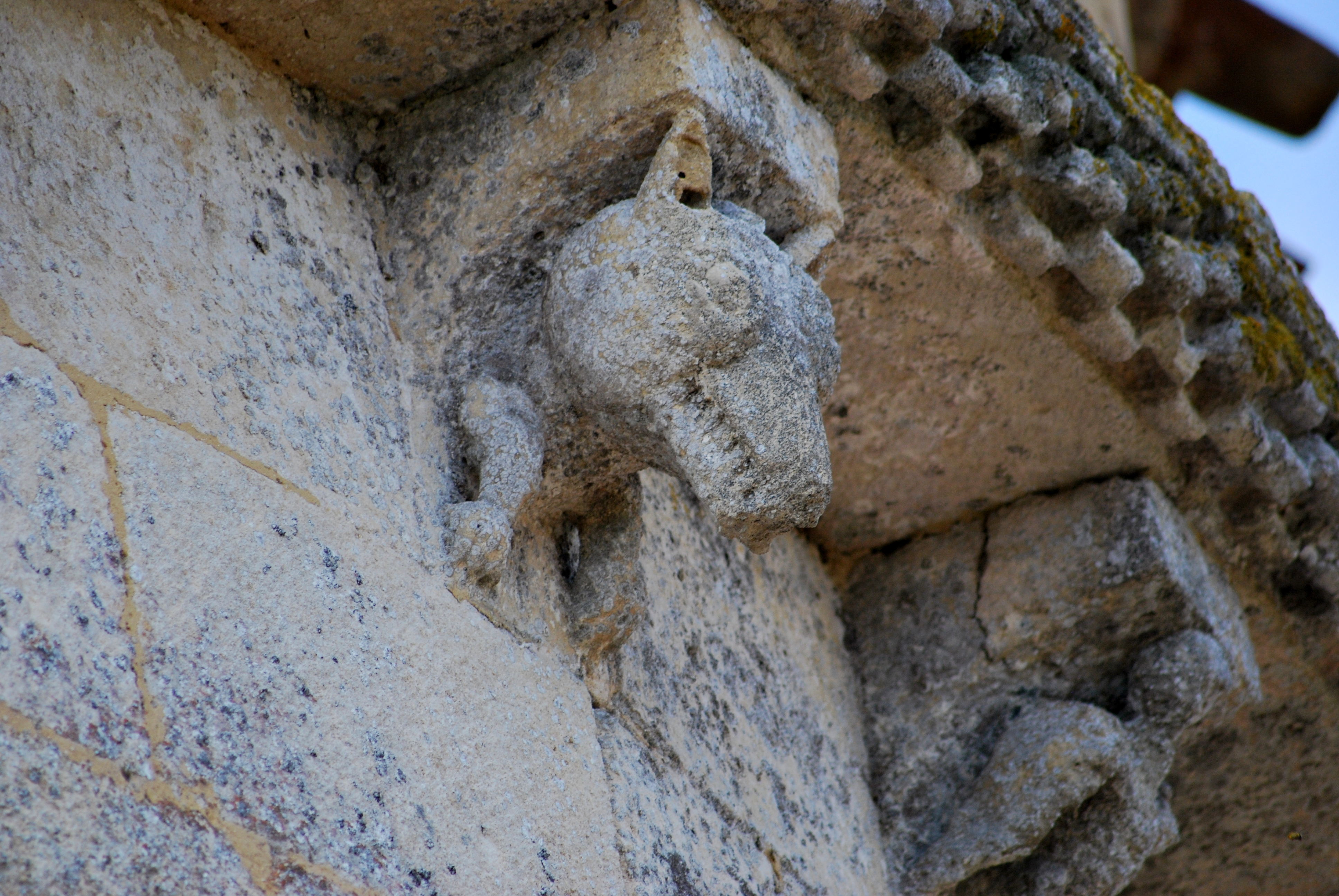
Loup
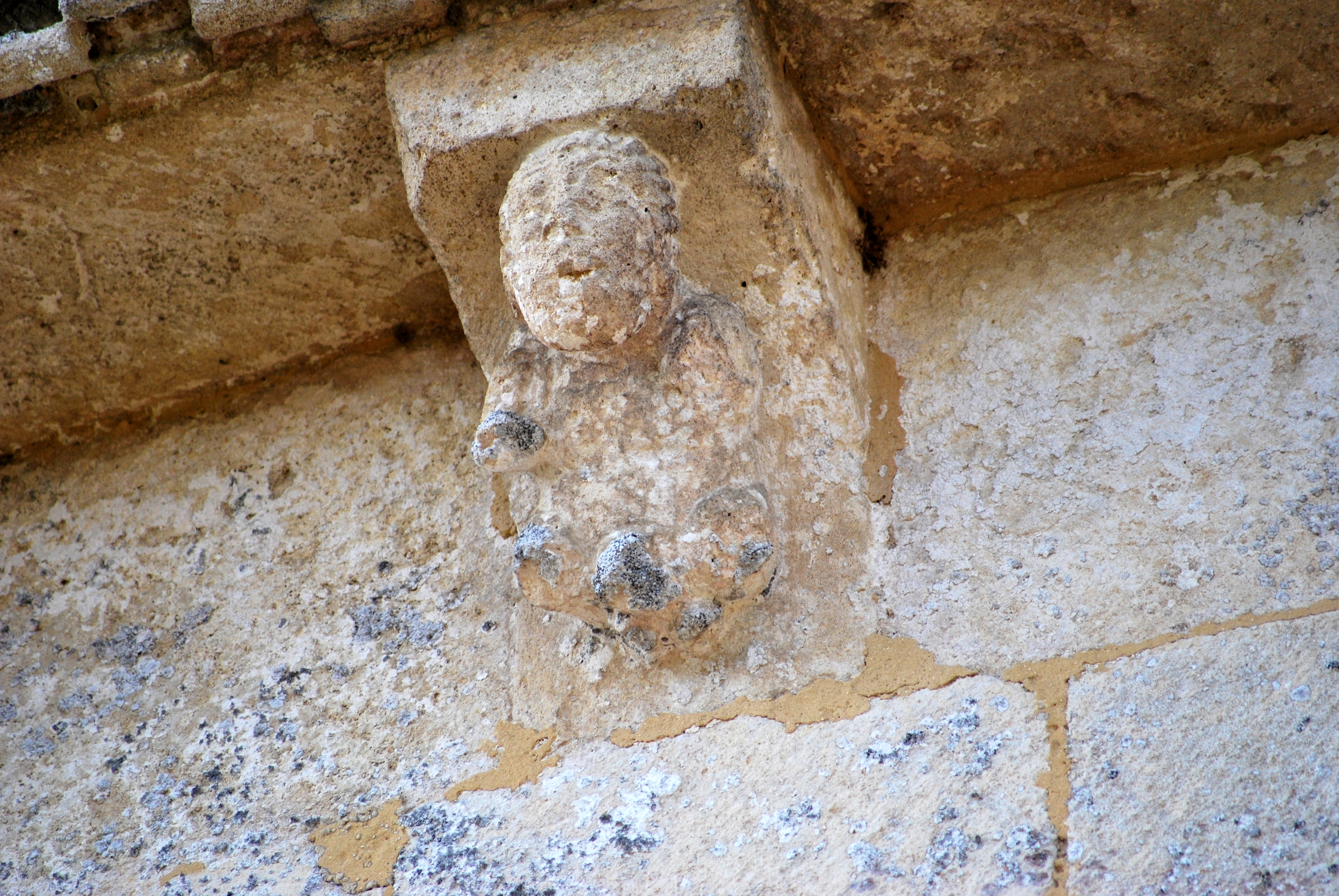
Homme ithyphallique
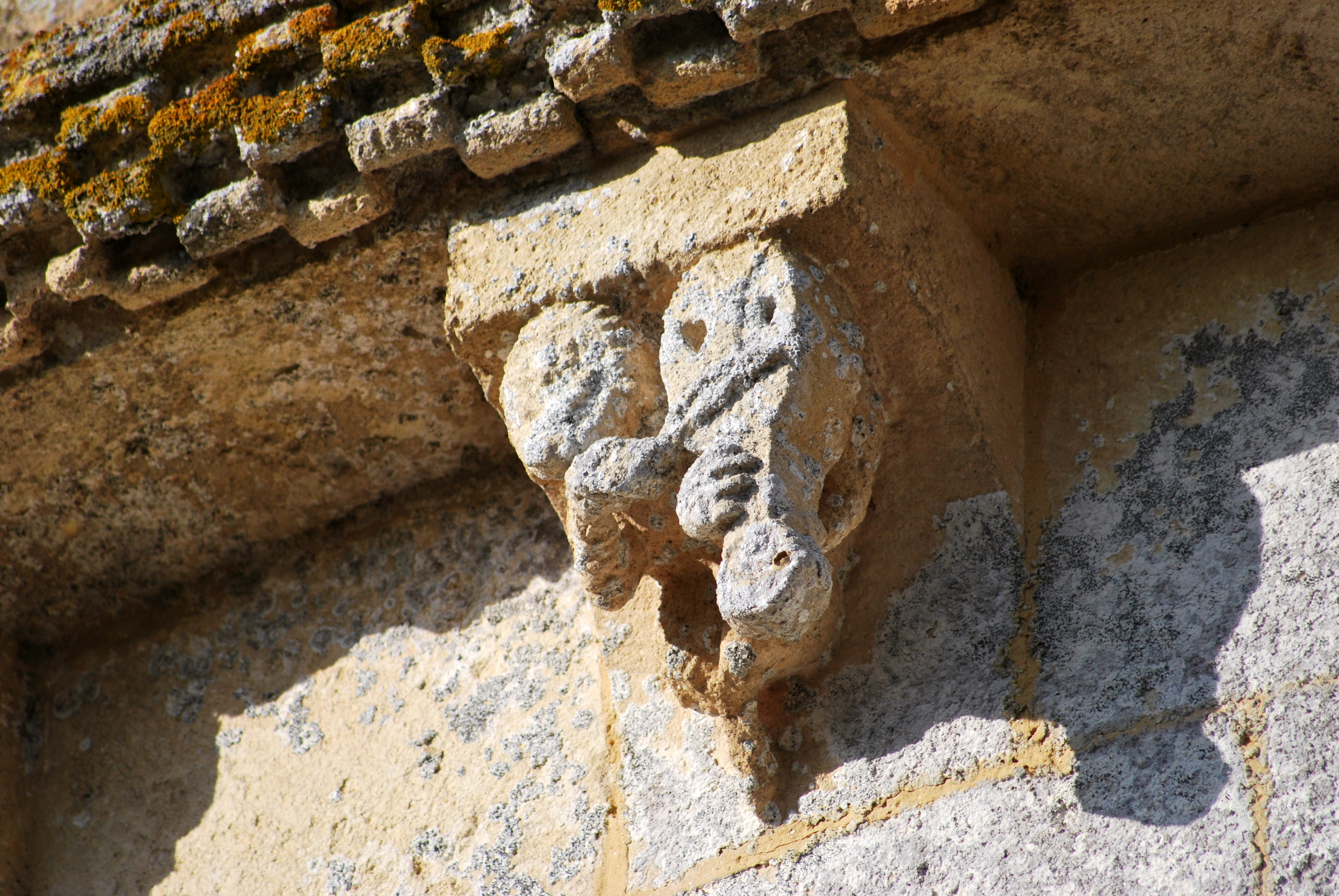
Joueur de vielle
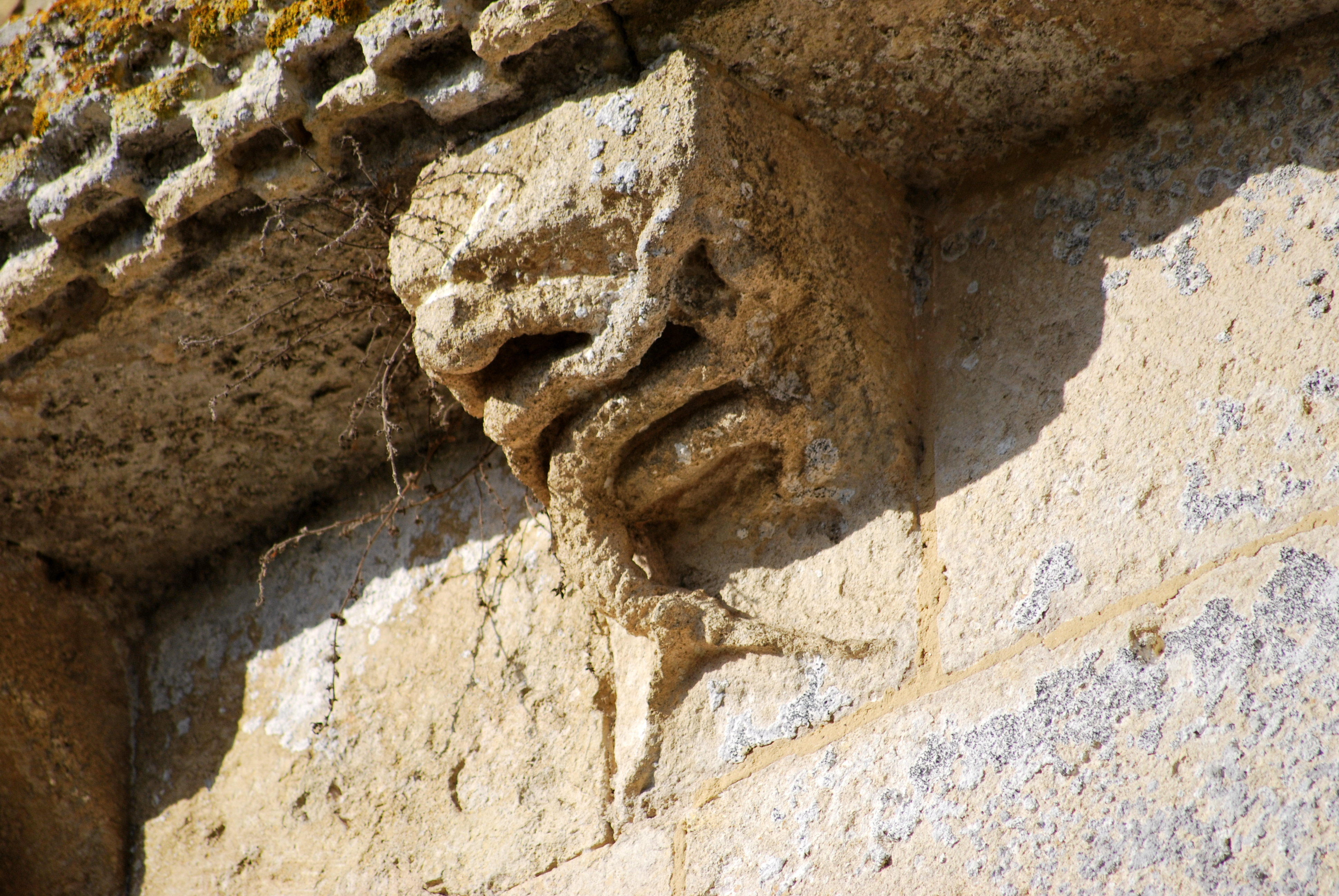
Serpents
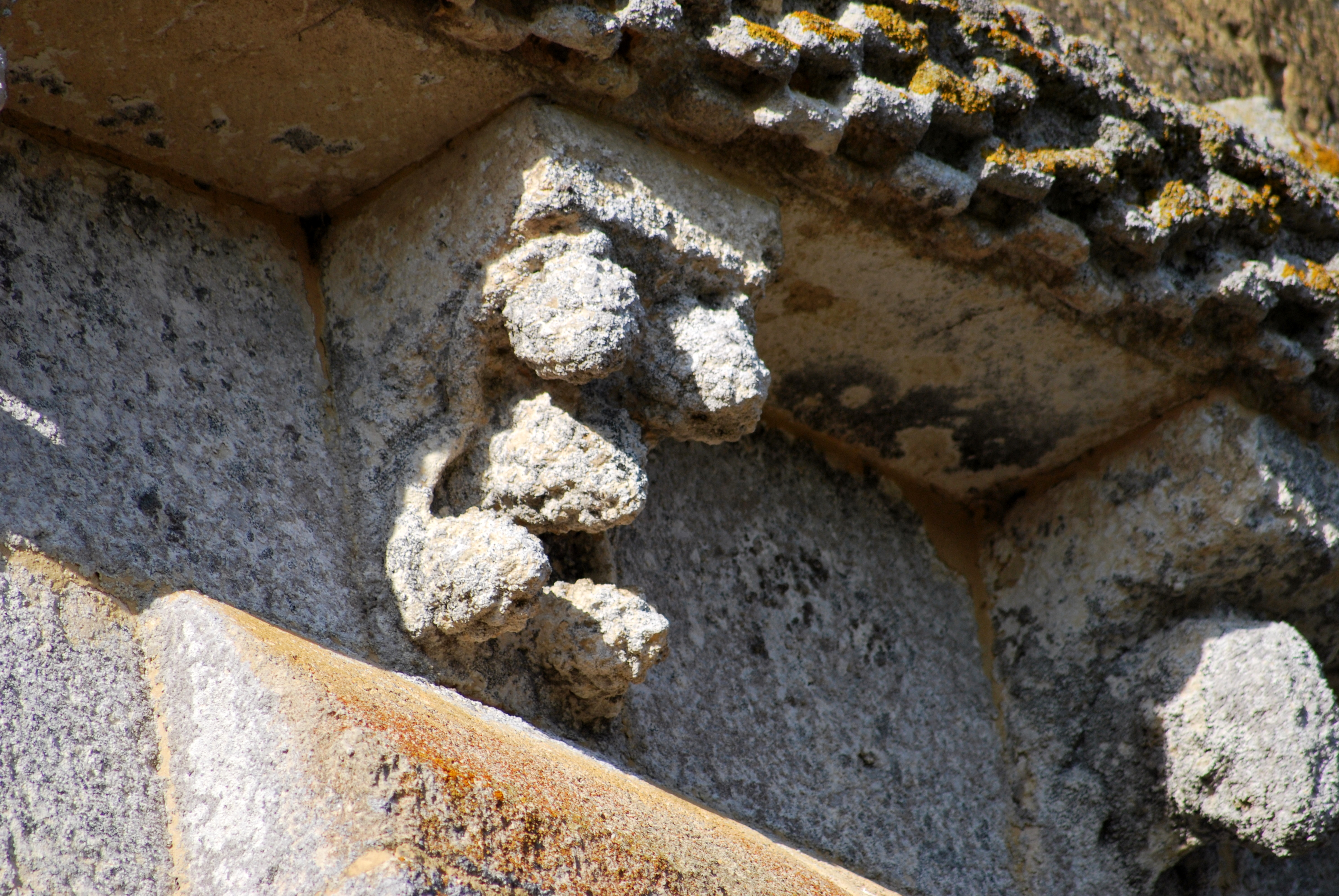
Cinq fruits
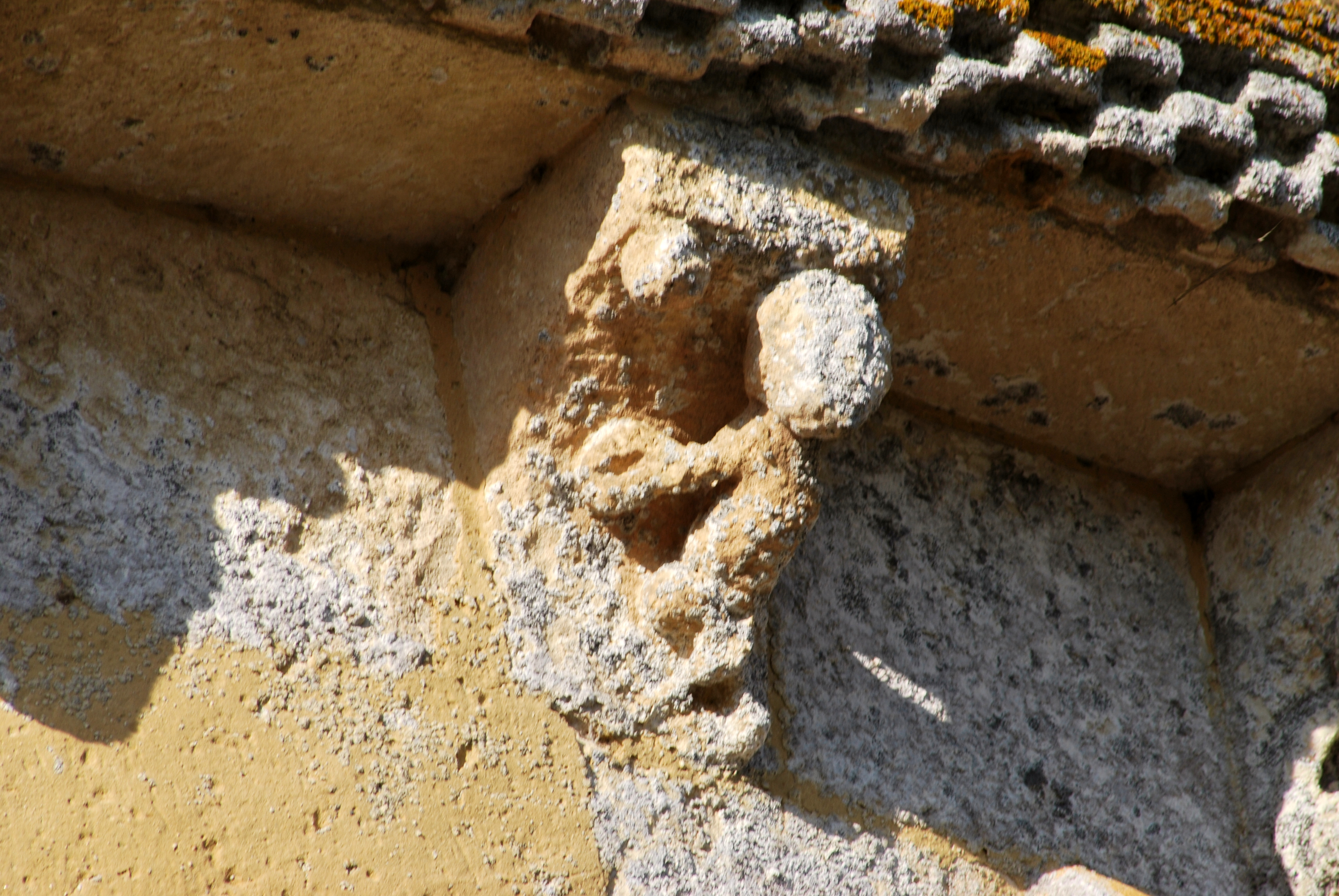
Homme nu
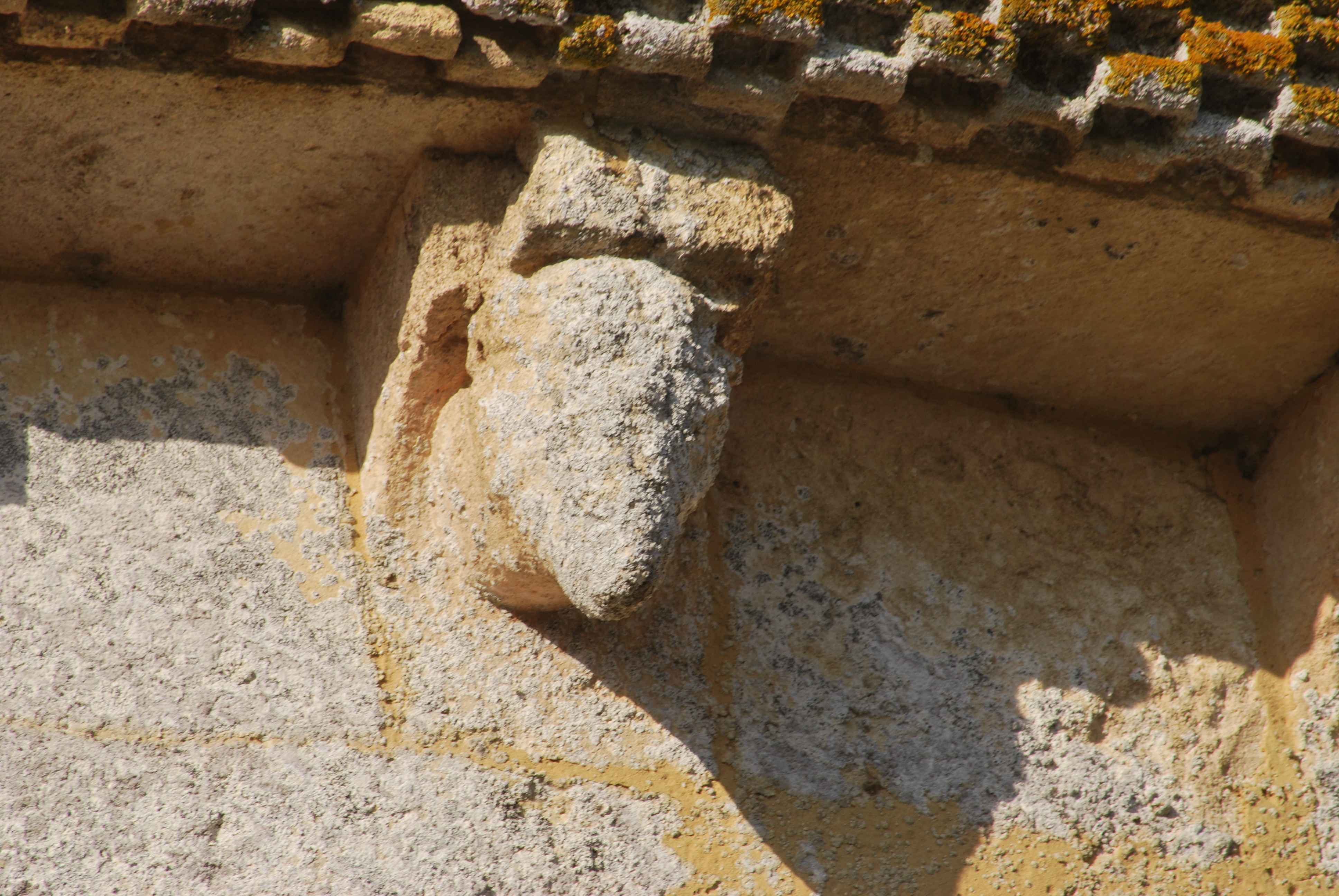
Tête de bête
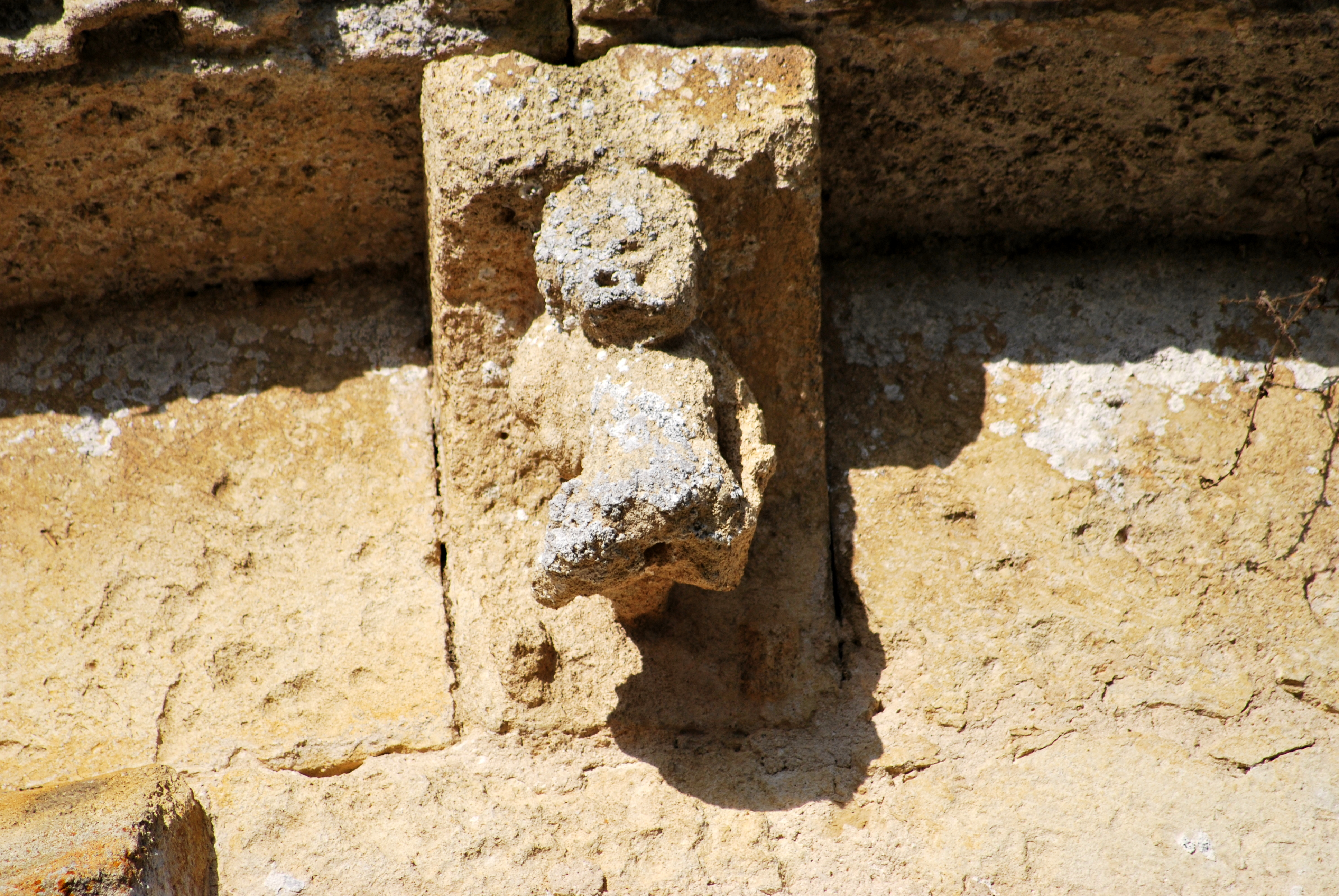
Femme exhibitionniste
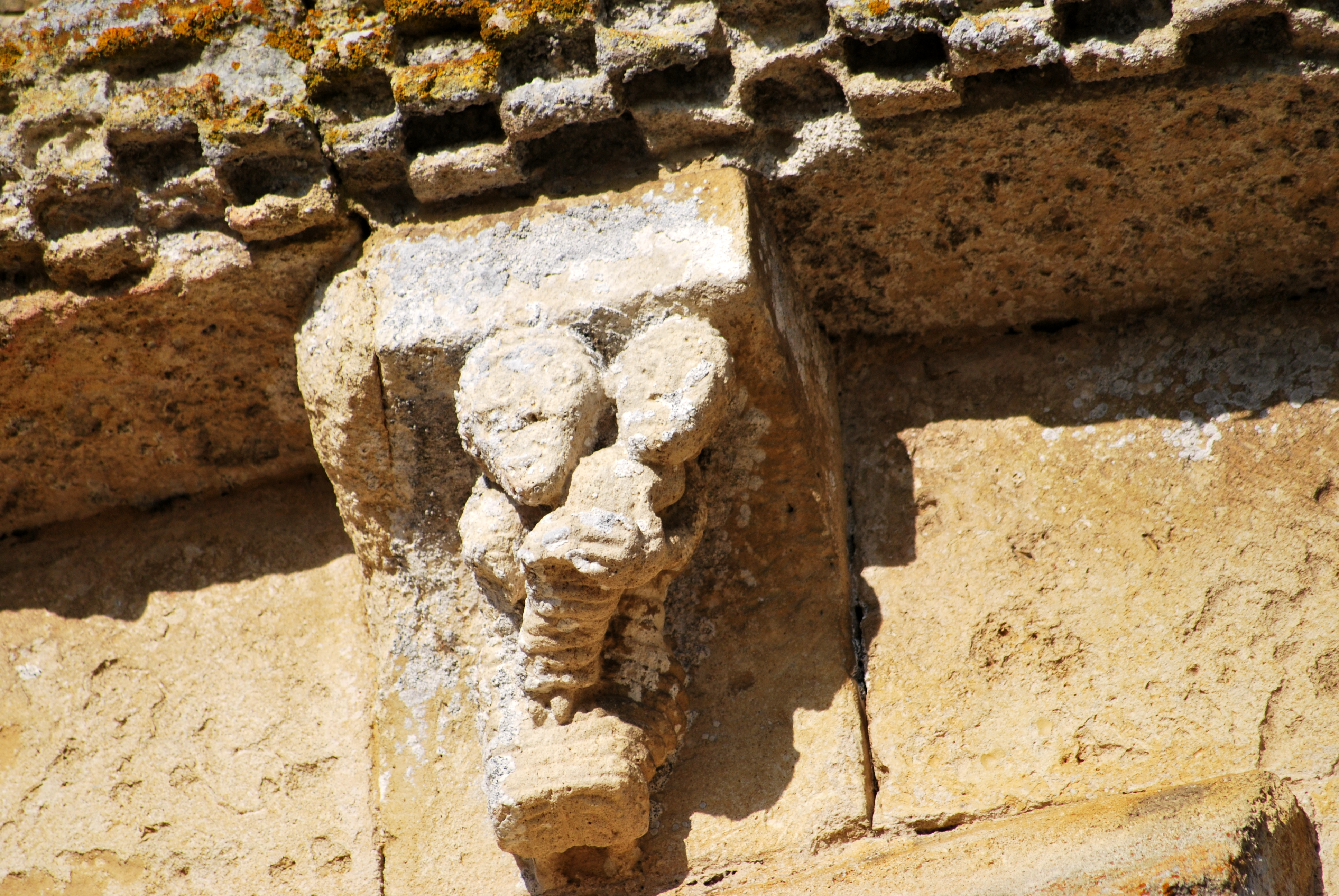
Matrone et enfant

En suivant la série des modillons, on remarque qu'ils évoquent les plaisirs de la vie : la musique, la chasse, la pêche, puis, avec les représentations maléfiques (sirènes, loups, serpents), se mélangent des représentations de la luxure (l'homme nu ithyphallique, la femme exhibitionniste). Comme toujours, les modillons dénoncent les vices et il était habituel qu'un modillon présente la réprobation ou donne le contre-exemple. Ici, le contre-exemple est celui de la mère et son enfant. Pour l’Église, le but de l'activité sexuelle n'est pas le plaisir, mais la procréation.